# Малые Сколотни
Малые Сколотни — деревня в Слободском районе Кировской области в составе Ленинского сельского поселения.

## География
Находится недалеко от правого берега Вятки на расстоянии примерно 8 км на юг-юго-запад от поселка Вахруши.

## История
Деревня известна с 1939 года, в 1950 году учтено здесь 22 хозяйства и 60 жителей, в 1989 оставалось 12 жителей . 

## Население
Постоянное население  составляло 10 человек (русские 100%) в 2002 году, 19 в 2010.